# Fisnik Nuhi
Fisnik Nuhi (in macedone Фисник Нухи?; grafia albanese Fisnik Nuhiu; Tetovo, 26 gennaio 1983) è un ex calciatore macedone, di ruolo centrocampista.

## Carriera

### Club
Il 1º luglio 2008 viene acquistato dal Renova.

### Nazionale
Nel 2000 ha giocato una partita con la maglia della nazionale macedone Under-17.

## Palmarès

### Club

#### Competizioni nazionali
- Campionato macedone: 1

Renova: 2009-2010
- Coppa di Macedonia: 1

Renova: 2011-2012